# Владо Јовановски
Владо Јовановски (Пробиштип, 27. фебруар 1967) македонски је позоришни, филмски и телевизијски глумац.

## Биографија
Јовановски је рођен у Пробиштипу 1967. године. Дипломирао је на Факултету драмских уметности у Скопљу. Члан је Македонског народног позоришта од 1993. године.
Широј публици можда је најпознатији по серијалу „Истражите Македонију” - кратки документарни филмови о неоткривеним природним лепотама Македоније. Серијал је привукао велику пажњу и често је емитован на македонској телевизији, а финансиран је од стране Владе да би се подстакао македонски туризам.
Македонска полиција је 28. новембра 2017. ухапсила Владу Јовановског, оперског певача Игора Дурлевског и још неколико посланика због упада демонстраната у зграду Собрања приликом кога је повређено неколико десетина људи. Сумњичи се за наводно "терористичко угрожавање уставног поретка и безбедности".
Пуштен је из затвора 22. фебруара 2018. после више од два месеца и одређена му је мера кућног притвора.

## Филмографија
| Година    | Назив                                     | Улога                  |
| 1990.-те  |                                           |                        |
| 1990-1993 | Еурека ТВ-серија                          | Вернер фон Браун       |
| 1992      | Словенски орфеј ТВ-филм                   | Дионис Зевс            |
| 1993      | Македонска сага ТВ-филм                   | Невзет                 |
| 1993      | Светло сино ТВ-филм                       | Фидан                  |
| 1994      | Пре кише ТВ-филм                          |                        |
| 1994-1995 | Бумбари ТВ-серија                         |                        |
| 1995      | Ангели на отпад ТВ-филм                   | Гаврил                 |
| 1997      | Преку езерото ТВ-филм                     | Тахит                  |
| 1998      | Збогун на 20-тиот век ТВ-филм             | Пророкот               |
| 2000.-те  |                                           |                        |
| 2000-2002 | Досие Скопје ТВ-серија                    |                        |
| 2001      | Прашина ТВ-филм                           | Учителот               |
| 2004      | Големата вода ТВ-филм                     |                        |
| 2004      | Илузија ТВ-филм                           | Лазо                   |
| 2005      | Бал-Кан-Кан ТВ-филм                       | Трендафилов Каранфилов |
| 2006      | Тајната книга ТВ-филм                     | Бигорски               |
| 2008      | Time of the comet                         | Мето                   |
| 2010.-те  |                                           |                        |
| 2010      | Крајот на светот ТВ-филм                  | Андреја                |
| 2011      | Ова не е Американски филм ТВ-филм         | Влатко                 |
| 2012      | Вознесение ТВ-филм                        | Зеко                   |
| 2012      | Колона ТВ-филм                            |                        |
| 2012      | Трето полувреме ТВ-филм                   | Пепо                   |
| 2013      | Искачување на последното поглавје ТВ-филм |                        |
| 2014      | До балчака ТВ-филм                        | Иљо                    |
| 2014      | Деца на сонцето ТВ-филм                   | Кале                   |
| 2014      | Враќање ТВ-филм                           | Таткото на Ана         |
| 2015      | Лазар ТВ-филм                             | Јордан                 |
| 2015      | 20 мајмуни ТВ-филм                        |                        |
| 2016      | Ослобођење Скопља ТВ-филм                 | Доктор Васил           |
| 2016      | Јесен самураја ТВ-филм                    | Скендер                |
| 2016-2017 | Преспав ТВ-серија                         | Миле                   |
| 2017      | Анка ТВ-филм                              | Големиот Вед           |
| 2018      | Ругање со Христос ТВ-филм                 | Глигор                 |
| 2020.-те  |                                           |                        |
| 2020-2023 | Преспав ТВ-серија                         | Мич                    |
| 2022      | Снежана умира на крајот ТВ-филм           |                        |
| 2022      | Куќен притвор ТВ-серија                   | Стево                  |
| 2022-2023 | Бистра вода ТВ-серија                     | Исо                    |
| 2023      | Te Dua, Жими мене ТВ-филм                 |                        |
| 2023      | Бранилац ТВ-серија                        | Зоти Липа              |
| 2024      | Утре Наутро ТВ-серија                     | Петруш                 |